# Sizewell kärnkraftverk
Sizewells kärnkraftverk består av tre kärnreaktorer, två nedlagda och en i drift, belägen nära den lilla fiskebyn Sizewell i Suffolk, England. Planer finns för att bygga ytterligare två reaktorer.

## Sizewell A
Sizewell A, med två magnoxreaktorer (GCR) på vardera 210 MWe, byggdes 1961–1965 och stängdes 31 december 2006. Enligt plan ska reaktorerna år 2027 vara tömda på bränsle och försättas i status "Care and Maintenance" för att senare, när strålnivåerna minskat väsentligt, slutgiltigt rivas åren 2088–2097.

## Sizewell B
Sizewell B är en tryckvattenreaktor (PWR) på 1198 MWe som byggdes 1988–1994 och togs i drift i september 1995. Reaktorn är den första tryckvattenreaktorn i Storbritannien och är konstruerad av Westinghouse och Bechtel enligt konceptet SNUPPS - Standardised Nuclear Unit Power Plant System. Den har fyra reaktorkylkretsar ("4 loopar") och har två turbiner. Den termiska effekten är 3 425 MW, och den elektriska nettoeffekten är 1 198 MW.
Sizewell B är Storbritanniens nyaste kärnkraftsreaktor av de 13 som är i drift i oktober 2021.

## Sizewell C
Sizewell C är ett föreslaget projekt bestående av två reaktorer av typen EPR med en sammanlagd elektrisk effekt på 3 260 MW. Projektet är snarlikt projektet Hinkley Point C som också avser två EPR-reaktorer, där uppförandet med "first concrete pour" påbörjades i mars 2017.
Sizewell C föreslogs som en lämplig plats 2009, och har varit på planeringsstadiet sedan 2013. En så kallad DCO - Development Consent Order - insändes 2020, men uppförandet har (2021) ännu inte påbörjats.